# Walking with Dinosaurs
Walking with Dinosaurs (titulada Caminando entre dinosaurios en España y Paseando con dinosaurios en Hispanoamérica) es una serie documental de la BBC, emitida por primera vez en televisión en 1999. Está compuesta originalmente por seis episodios y un Cómo se hizo (a los que se suman varios especiales producidos después). En la versión original británica la voz en off del narrador es la del actor Kenneth Branagh. La serie fue distribuida en el continente americano por Discovery Channel, sustituyendo la narración de Branagh por la de Avery Brooks en la versión estadounidense y canadiense; en el resto de países del continente se han realizado adaptaciones con dobladores anónimos.
La serie creó una nueva línea en los documentales sobre dinosaurios. En lugar de basar el metraje en la habitual sucesión de entrevistas a paleontólogos y escenas de excavaciones y museos, cada episodio de Walking with Dinosaurs es mostrado al público como un documental convencional sobre fauna salvaje, tomando un animal como protagonista y mostrando su interacción diaria con el medio: sus presas, sus depredadores y otros seres vivos que lo rodean. Varios lugares de Estados Unidos, Chile, Nueva Caledonia y Australia, entre otros, fueron seleccionados para recrear los ecosistemas mesozoicos de Europa, América y la Antártida debido a sus respectivas floras, similares a las de los períodos progresivamente mostrados en pantalla. En cuanto a los animales, la mayoría fueron reconstruidos y animados por computadora, aunque en algunos casos se optó por construir dinosaurios animatrónicos (sobre todo para los primeros planos) y en muy contadas ocasiones se usaron «animales actores» para dar vida a sus primitivos parientes (caso del tuátara y la cacerola de las Molucas). En todo momento, los animadores y guionistas contaron con el asesoramiento de expertos en dinosaurios como Peter Dodson, Peter Larson y James Farlow, a los que se puede ver en el Cómo se hizo explicando por qué los Diplodocus no podían levantar el cuello más allá de sus hombros o a qué se debe el que no aparezca en la serie ninguna de las populares peleas entre el Tyrannosaurus rex y algún dinosaurio cornudo.
La serie fue un éxito de audiencia en la mayoría de países donde se estrenó. En 2000, el British Film Institute incluyó a Walking with Dinosaurs en el puesto 72 de la lista de los 100 mejores programas en la historia de la televisión británica. Ese mismo año, el Libro Guinness de los récords la incluyó como la serie documental con mayor dinero invertido por minuto. En 2024, las cadenas BBC y PBS anunciaron que estaba en producción una nueva serie de Walking with Dinosaurs. La serie de 2025 comenzó a emitirse desde el 25 de mayo de 2025.

## Episodios

### «Sangre nueva» ("New Blood")
Hace 220 millones de años, Triásico superior, Arizona. Los dinosaurios son todavía un grupo de reciente aparición, poco diversificado y no muy abundante, pero que comienza a desplazar a otros animales más primitivos como los cinodontos, dicinodontos y arcosaurios basales. Animales que aparecen:
Coelophysis (dinosaurio terópodo)
Peteinosaurus (pterosaurio)
Placerias (dicinodonto)
Plateosaurus (dinosaurio prosaurópodo)
Postosuchus (arcosaurio basal)
Cinodonto basado en Thrinaxodon
Dipnoo (especie de pez)
Libélula (vida real).
Animales que aparecen en la introducción:
Anurognathus (pterosaurio)
Diplodocus (saurópodo)
Dryosaurus (ornitópodo)
Edmontosaurus (ornitisquio)
Liopleurodon (pliosaurio)
Stegosaurus (ornitisquio)
Torosaurus (ornitisquio)
Tropeognathus (pterosaurio)
Tyrannosaurus (terópodo)
Lugar de filmación: Nueva Caledonia

### «La era de los titanes» ("Time of the Titans")
Hace 152 millones de años, Jurásico superior, Colorado, Estados Unidos. Los continentes comienzan a separarse, el mar gana terreno y el clima se torna más húmedo. Los desiertos gigantescos del Triásico han dejado paso a enormes bosques de coníferas y praderas de helechos, dominadas por toda una variedad de dinosaurios.
Allosaurus (terópodo)
Anurognathus (pterosaurio)
Brachiosaurus (dinosaurio saurópodo)
Diplodocus (saurópodo)
Dryosaurus (ornitópodo)
Ornitholestes (terópodo)
Stegosaurus (dinosaurio ornitisquio)
Libélulas y otros insectos
Lugar de filmación: California (Parque nacional Redwood), Chile (Parque nacional Conguillio), Tasmania, Nueva Zelanda

### «Marcruel» ("Cruel Sea")
Hace 149 millones de años, Jurásico superior, Oxfordshire, Gran Bretaña. Europa se halla reducida a un archipiélago con millares de islas e islotes separados por aguas marinas cálidas y poco profundas, donde abundan los arrecifes de coral y la vida marina en general. Los dinosaurios no son la forma de vida dominante, sino los reptiles marinos de todo tipo de clases y tamaños.
Cryptoclidus (plesiosaurio)
Eustreptospondylus (terópodo)
Hybodus (tiburón)
Leptolepis (pez óseo)
Liopleurodon (pliosaurio)
Ophthalmosaurus (ictiosaurio)
Perisphinctes (ammonite)
Rhamphorhynchus (pterosaurio)
Tortuga no identificada (posiblemente Craspedochelys)
Calamares, limúlidos, insectos
Lugar de filmación: Bahamas, Nueva Caledonia

### «Gigante de los cielos» ("Giant of the Skies")
Hace 127 millones de años, Cretácico inferior, Océano Atlántico y sus costas. Los continentes siguen fragmentándose lentamente y moviéndose hasta posiciones vagamente similares a las actuales. El joven Atlántico continúa creciendo, mientras los pterosaurios se diversifican como nunca y empiezan a volverse comunes algunos grupos de reciente aparición, como las aves y las plantas con flores. Grandes manadas de iguanodontes dominan las tierras emergidas, mientras los ornitoqueiros, un grupo de pterosaurios gigantes, realizan grandes migraciones entre Europa y América del Sur.
Caulkicephalus (pterosaurio) (identificado como pterosaurio enano)
Dakotadon (ornitisquio) (identificado como iguanodon norteamericano)
Hoplitosaurus (ornitisquio)
Iberomesornis (ave primitiva)
Iguanodon (ornitisquio)
Plesiopleurodon (pliosaurio)
Polacanthus (ornitisquio)
Saurophthirus (parásito)
Tropeognathus (pterosaurio) (identificado como Ornithocheirus)
Tupandactylus navigans (pterosaurio) (identificado como Tapejara)
Utahraptor (terópodo) (identificado como Velociraptor)
Varios pterosaurios más sin identificar, mosquitos, mariposas
Lugar de filmación: Tasmania, Nueva Zelanda

### «Espíritus del bosque helado» ("Spirits of the Ice Forest")
Hace 106 millones de años, Cretácico inferior, Antártida. Todavía unida a Australia, Nueva Zelanda y América del Sur, la Antártida posee un clima estacional con heladas importantes en invierno, pero mucho más cálido que el actual. En sus bosques de Nothofagus y podocarpáceas viven animales migratorios, dinosaurios sedentarios adaptados a los fríos inviernos y algunas reliquias del pasado, como los anfibios laberintodontes.
Australovenator (terópodo) (identificado como alosaurio enano)
Koolasuchus (anfibio laberintodonto)
Leaellynasaura (ornitisquio)
Muttaburrasaurus (ornitisquio)
Steropodon (mamífero monotrema)
Pterosaurio sin identificar
Esfenodóntido sin identificar
Weta sin identificar
Lugar de filmación: Nueva Zelanda

### «Muerte de una dinastía» ("Death of a Dinasty")
Hace 65 500 000 años, Cretácico superior, Montana. Los mares interiores desaparecen, el Atlántico alcanza la mitad de su extensión actual, los continentes chocan ocasionando múltiples erupciones volcánicas y nuevas cordilleras montañosas y el clima comienza a volverse más frío, seco y estacional. Han desaparecido la mayoría de los pterosaurios y algunos grupos de dinosaurios, pero otros se encuentran en pleno apogeo. Inesperadamente, un meteorito choca con la Tierra y origina una extinción masiva en la que perecen todos los dinosaurios salvo algunos grupos de aves.
Ankylosaurus (ornitisquio)
Deinosuchus (cocodrilo)
Didelphodon (mamífero marsupial)
Dinilysia (serpiente)
Acheroraptor (identificado como Dromaeosaurus )(terópodo)
Edmontosaurus annectens (ornitópodo) (identificado como Anatotitan)
thescelosaurus (ornitópodo).
Quetzalcoatlus (pterosaurio)
Torosaurus (ornitisquio).
Triceratops (ornitisquio).
Tyrannosaurus (terópodo).
Lugar de filmación: Chile, Nueva Zelanda

## Banda sonora
La banda sonora de Walking with Dinosaurs es una creación del compositor Ben Bartlett.

## Legado en la BBC (spin-offs) e influencia en otras series
Debido al éxito conseguido por Walking with Dinosaurs, la BBC creó en años posteriores varias series derivadas (en inglés spin-offs) grabadas mediante el mismo método, pero con épocas, escenarios y protagonistas diferentes. La primera de ellas, en 2001, fue Walking with Beasts, ambientada en la Era Cenozoica, posterior a la extinción de los dinosaurios no avianos. Más tarde siguieron Walking with Cavemen (2003, centrada en la evolución humana) y Walking with Monsters (2005), sobre la vida antes de los dinosaurios, durante la Era Paleozoica. Estas series son conocidas como el conjunto de series Walking with.
Paralelamente la BBC produjo también, casi simultáneamente a los documentales Walking with, un conjunto de especiales de televisión y también de spin-offs sobre temas prehistóricos. El primer especial fue The Ballad of Big Al (2001, un especial constituido por un único episodio, sobre un fósil particularmente completo de Allosaurus), Chased by Dinosaurs (2002, pero en vez de narrador tiene un «reportero», Nigel Marven), Monsters We Met (2003, serie sobre el primer poblamiento humano de América y Oceanía, derivada de Walking with Cavemen), Sea Monsters (2003, sobre animales marinos extintos, con Nigel Marven como reportero) y la serie derivada más reciente, también con Nigel Marven aunque ya no producida por la BBC sino por la ITV, Prehistoric Park (2006) en la que, como en las anteriores entregas, Nigel viajaba en el tiempo, pero esta vez para rescatar a las criaturas de su extinción y situarlas en un parque, al estilo de la novela Parque Jurásico, aunque haciendo del parque una granja de animales y no un parque de atracciones.
Impossible Pictures ha creado también la serie de televisión de ciencia ficción Primeval (2007), que usa de las mismas técnicas de animación por computadora y animatrónica que las que usó Haines en Walking with Dinosaurs.
Más recientemente la BBC produjo el documental Planet Dinosaur, emitido en 2011. En este caso tanto los animales como los entornos fueron recreados completamente mediante animación por computadora, por lo que el coste de la producción fue de tan solo un tercio de lo requerido para Walking with Dinosaurs.
También en Discovery Kids salía DinoDetectives, que mostraba imágenes de Walking with Dinosaurs.
Posteriormente, otras series también han usado técnicas similares para recrear la vida prehistórica, como Dinosaur Planet y When Dinosaurs Roamed America, ambas producidas por Discovery Channel, y las producciones francesas La odisea de la especie, Homo sapiens y El amanecer del hombre.

### La balada del Gran Al(The Ballad of Big Al)
El primer especial (2001) sigue una línea muy parecida a la de los capítulos convencionales, con la diferencia de que esta vez no se recrea la vida de un individuo ficticio basado en distintas evidencias fósiles, sino que se intenta reconstruir paso por paso todo lo que le aconteció a un ejemplar real, desde que salió del huevo hasta que murió. El animal escogido fue Big Al, un conocido esqueleto fósil de Allosaurus que se conserva en el Museo Geológico de la Universidad de Wyoming, y muestra sobre sus huesos toda una serie de heridas causadas por accidentes de caza y peleas con otros dinosaurios. Aparecen varias especies que ya se vieron en La Era de los Titanes, acompañadas de otras nuevas.
Allosaurus (terópodo)
Ornitholestes (terópodo)
Apatosaurus (saurópodo)
Diplodocus (saurópodo)
Brachiosaurus (saurópodo)
Dryosaurus (ornitisquio)
Othnielia (ornitisquio)
Stegosaurus (ornitisquio)
Pterosaurio no identificado
Lagartos, libélula
El episodio tuvo su propio Cómo se hizo y ganó dos premios Emmy.

### Tierra de gigantes(Land of the Giants)
Tierra de gigantes y su sucesor, La garra gigante forman la serie derivada Chased by Dinosaurs (literalmente, Perseguido por dinosaurios), cambian la narración en off por la labor de Nigel Marven como presentador (y de paso, viajero en el tiempo). Marven interactúa en varias ocasiones con los dinosaurios digitales, como si fuesen los animales de un documental convencional. Estos dos episodios se rodaron en 2002.
En este caso, la acción se sitúa 100 millones de años atrás en Sudamérica, durante el Cretácico inferior. Al contrario que otros lugares del planeta, los herbívoros predominantes siguen siendo los saurópodos, como en pleno Jurásico, que ocupan una gran variedad de nichos y en algunos casos han crecido hasta alcanzar tamaños realmente gigantescos, cosa que también han hecho sus depredadores.
Argentinosaurus (saurópodo)
Mapusaurus (terópodo)(identificado como Giganotosaurus)
Macrogryphosaurus (ornitisquio) (identificado como iguanodon)
Ornithocheirus (pterosaurio)
Sarcosuchus hartti (cocodrilo)
Pteranodon (pterosaurio)
Lugar de filmación: Tenerife

### La garra gigante(The Giant Claw)
El segundo episodio de Marven se ambienta en el Cretácico superior, hace 75 millones de años, y está dedicado a la rica dino-fauna que poblaba entonces el actual desierto de Gobi, en Mongolia. Muchos de los dinosaurios que vivían entonces en Asia emigraron después a Norteamérica y dieron lugar a varias especies que se encontraban allí en el momento de la extinción masiva del K-T.
Azhdarcho (pterosaurio)
Mononykus (terópodo)
Protoceratops (ornitisquio)
Saurolophus (ornitisquio)
Tarbosaurus (terópodo)
Therizinosaurus (terópodo)
Velociraptor (terópodo)
Lugar de filmación: Fraser Island

### Monstruos marinos(Sea Monsters)
Sea Monsters (literalmente, en inglés, Monstruos marinos) es una serie de televisión documental de tres episodios, el primero dividido en tres partes y los otros dos divididos en dos partes cada uno. La serie narra las aventuras del reportero Nigel Marven mientras viaja atrás en el tiempo por los siete mares más peligrosos de todos los tiempos, observando la fauna marina prehistórica. Sea Monsters fue producida por la BBC y emitida por primera vez en la televisión británica en el año 2003. En Estados Unidos y Canadá se la tituló Chased by Sea Monsters (Perseguido por monstruos marinos), en referencia a otra serie, Chased by Dinosaurs (del año anterior, 2002), en la que Nigel Marven también viajaba en el tiempo, pero para buscar y observar dinosaurios (que son animales terrestres y no marinos). Producida por la BBC la serie fue realizada por Impossible Pictures, compañía que ya había creado Walking with Dinosaurs (1999) y Walking with Beasts (2001).

### Walking with Dinosaurs: The Live Experience
Walking with Dinosaurs: The Live Experience o Walking with Dinosaurs: The Arena Spectacular, es la adaptación en vida real de la serie homónima que se originó en Australia en enero del 2007. El espectáculo realiza giras por el mundo, visitando diversas ciudades.
El director artístico William May desarrolló la creativa visión de un show basado en la idea original del empresario Bruce Mactaggart de crear una versión en arena de la serie de televisión Walking with Dinosaurs.
El show es dirigido por Scott Faris, un veterano de Broadway. Las criaturas fueron diseñadas y construidas por Sonny Tilders; el diseño de imagen fue hecho por Peter England.
Los dinosaurios aparecidos son: 
- Allosaurus
- Ankylosaurus
- Brachiosaurus
- Liliensternus (no visto en el documental)
- Plateosaurus
- Ornithocheirus
- Stegosaurus
- Torosaurus
- Tyrannosaurus
- Utahraptor

## Adaptación fílmica
En 2013 se estrenó una adaptación cinematográfica de idéntico título: Walking with Dinosaurs. Se trata de una película infantil, producida por BBC Earth, una rama de BBC Worldwide que había sido lanzada en 2009. La película fue dirigida por Barry Cook, quien ya había sido el director de Mulan (1998) y el codirector de Arthur Christmas (2011), así como por Neil Nightingale, director creativo de BBC Earth.

## Inexactitudes paleontológicas en la serie
- La suposición de que Coelophysis era caníbal se considera errónea, ya que los restos de huesos en el área estomacal de Coelophysis no son de crías, sino en realidad pequeños reptiles Crurotarsi.[8]
- Ahora se sabe que las patas delanteras de Postosuchus eran demasiado pequeñas para caminar en posición cuadrúpeda y solo podía caminar en posición bípeda sin apoyarlas en el suelo, pero en la escena en la que se le muestra tirado en el suelo sin forma de levantarse es correcta, ya que sus patas traseras inservibles por una lesión, ya no podía moverse ni levantarse.
- A los saurópodos gigantes como el Diplodocus podría tomarles hasta 40 años en madurar, en lugar de solo 10 como muestra el programa.
- Otro fallo, esta vez sobre el Stegosaurus, ya que dice que sus placas eran meramente decorativas (y es una de las teorías propuestas), pero es posible que sirviesen para la termorregulación.
- El hecho de que los Diplodocus tuvieran placas óseas es muy remoto, pero sí está probado que dispusieron de la hilera de púas.
- A mediados del segundo episodio oímos que el Brachiosaurus pesa más de 70 toneladas, pero esto es lo que se creía hace mucho tiempo, aunque ahora se le estiman unas 50 toneladas o al menos 23.[9] Evidentemente, tampoco son los más pesados. Supuestamente ya no habría animales tan grandes, pero realmente estos fueron saurópodos del Cretácico, como Argentinosaurus, Puertasaurus o Ultrasaurus.
- Ahora se sabe[cita requerida] que la estructura ósea del tronco del Cryptoclidus sería apta solo para permanecer en el agua, en vez de tener una vida anfibia (de modo similar a focas) como se muestra en el documental.
- Aunque no hay evidencia actual de que el Eustreptospondylus fuera capaz de nadar entre islas cercanas, es probable dado que el animal vivía en archipiélagos y necesitaría de una capacidad de natación para poder encontrar comida.
- El tamaño del Liopleurodon está sobrestimado en 25 m. Las últimas estimaciones para ejemplares identificados como pertenecientes a este género llegan a cerca de 7 metros. Sin embargo, aunque se conocen otros restos de pliosaurios aún sin clasificar de gran tamaño, ninguno parece sobrepasar los 17 metros de longitud. A pesar de ello, en el documental se menciona que es demasiado grande incluso para su especie, por lo que podría ser una excepción.[10]
- Tropeognathus no fue el mayor de los pterosaurios y nunca llegaría a los 12 m de envergadura alar, por lo menos tendría un poco más de 6 m; el mayor pterosaurio dentado parece ser la especie Coloborhynchus capito con 7 metros de envergadura.[11] De hecho, en el último episodio se menciona que Quetzalcoatlus tenía una envergadura de 13 metros, superior a la del Tropeognathus representado en el documental. Tampoco hay evidencias que este animal realizara amplias migraciones entre Brasil y Europa.
- El Utahraptor es mostrado viviendo en Europa, pero se conoce solo en Norteamérica. En el doblaje español (España) se les llama erróneamente Velociraptor, en lugar de por su nombre o simplemente raptores.
- Plateosaurus y Peteinosaurus habitaban Europa, no Estados Unidos.
- El Utahraptor, el Dromaeosaurus y el Tyrannosaurus joven se muestran sin plumas, pero es muy probable basándose en el registro fósil de parientes suyos que todos estos ejemplares las poseyeran.
- El Quetzalcoatlus es representado con dientes en la parte frontal de la mandíbula, en realidad carecía de estos. También se lo muestra alimentándose de pescado, pero esa teoría está deshecha. Actualmente se estima que su envergadura medía entre 10 y 11 m. en vez de 13.
- El Ornitholestes se representa con un cuerno nasal similar al de Proceratosaurus, pero en realidad carecía de él. Sin embargo, este descubrimiento se realizó después de que el programa fuera hecho.[12]
- Actualmente se sabe que Plateosaurus no podía caminar en posición cuadrúpeda, debido a que la posición de sus manos no se lo permitía.[13][14]
- Dinilysia vivió en Sudamérica, no en Montana. Además vivió 20 millones de años antes de la extinción de los dinosaurios.[15]